# Kathy-Ann Brown
Kathy-Ann Brown (* 11. Juli 1961 in Kingston) ist eine jamaikanische Juristin. Sie ist Richterin am Internationalen Seegerichtshof.

## Leben und Wirken
Brown studierte Rechtswissenschaften an der University of the West Indies, wo sie 1981 den Titel Bachelor of Laws erwarb. Es folgte ein postgraduales Studium an der University of Cambridge, wo sie im folgenden Jahr einen weiteren Abschluss in internationalem Recht erwarb. 1984 erwarb sie an der Norman Manley Law School nach einem weiteren zweijährigen Studium ein Certificate of Legal Education, das ihr in der Karibik den Zugang zu jeglichem juristischem Beruf ermöglichte und die dafür bestehende Qualifikation bescheinigte. 1992 wurde Brown von der Osgoode Hall Law School zur Dr. iur. promoviert.
Bereits seit 1991 war Brown als jamaikanischer Crown Counsel, vergleichbar mit dem Amt eines Staatsanwalts, tätig. Von 1991 bis 1998 lehrte sie als Lecturer Recht an der University of the West Indies. Anschließend arbeitete sie als Rechtsberater des Caribbean Regional Negotiating Machinery (CRNM). Außerdem war sie beratend bei Streitigkeiten vor dem Dispute Settlement Body der Welthandelsorganisation aktiv. Von 2003 bis 2008 arbeitete sie in der Rechtsabteilung des Commonwealth Secretariat. 2008 kehrte sie in den jamaikanischen Staatsdienst zurück und war bis 2019 in der Rechtshilfeabteilung der jamaikanischen Generalstaatsanwaltschaft tätig. Dort trat sie auch als Beraterin bei verschiedenen Prozessen vor dem Caribbean Court of Justice auf. Von 2009 bis 2020 war Brown Mitglied der jamaikanischen Delegation zur Internationalen Meeresbodenbehörde, zeitweilig auch ständiges Mitglied dieser Delegation.
2020 wurde Brown zur Richterin an den Internationalen Seegerichtshof gewählt, wo sie seitdem tätig ist.